# Marie Stuart (1428-1465)
Pour les articles homonymes, voir Marie Stuart (homonymie).
Marie Stuart, comtesse de Buchan (1428 - 20 mars 1465) est la cinquième fille de Jacques Ier d’Écosse et de Jeanne Beaufort. Elle a épousé Wolfert VI van Borssele, et a vécu aux Pays-Bas jusqu'à sa mort en 1465. Elle a eu deux enfants morts jeunes. 

## Famille
Marie a cinq sœurs et deux frères, dont l'un est décédé en bas âge. Son frère survivant est devenu le roi Jacques II d'Écosse. Ses sœurs se sont mariées dans diverses dynasties royales européennes : Marguerite est devenue dauphine de France, mais est décédée sans enfant à 20 ans, apparemment de fièvre, Isabelle est devenue duchesse de Bretagne et a eu deux filles, une autre, Éléonore, a épousé un archiduc de la Maison de Habsbourg, mais est morte sans descendance, Jeanne, sourde-muette, est restée en Écosse et a y épousé un comte, laissant quatre enfants, et la plus jeune, Annabelle, a été deux fois mariée et deux fois divorcée et a eu des enfants avec son deuxième mari, un comte écossais.

## Mariage
En 1444, la princesse Marie épouse Wolfert VI van Borssele  à Veere, en Zélande aux Pays-Bas. Il était le fils de Henri II de Borsele, comte de Grandpré et de Jeanne van Halewyn. Le mariage a stimulé les relations commerciales entre l'Écosse et les Pays-Bas. 
Toujours en 1444, Marie est créée comtesse de Buchan. En 1464, son mari devient maréchal de France. 
Marie meurt le 20 mars 1465, sans descendance, son fils Charles était décédé en 1451. Après sa mort, son mari épouse Charlotte de Bourbon, fille de Louis Ier de Montpensier. Wolfert meurt en 1487. 
Le comté de Buchan est finalement conféré, en 1469, à son demi-frère James Stewart (le fils de sa mère par son deuxième mariage).

## Sources
- The Peerage